# Pesceana
Pesceana es una comuna ubicada en el distrito Vâlcea, Rumania.

## Superficie
Posee una superficie de 28,28 kilómetros cuadrados.

## Demografía
Hasta 2021 la población era de 1317 habitantes, con una densidad de población de 46,57 habitantes por kilómetro cuadrado.